# Mario Manzo
Mario Manzo (Salerno, 20 ottobre 1967) è un allenatore di calcio ed ex calciatore italiano, di ruolo difensore.

## Carriera
Cresce nella Salernitana con cui gioca tre stagioni in Serie C1, prima di passare al Brescia con cui milita per tre stagioni in Serie B.
Nel 1991 passa al Baracca Lugo in Serie C1 e poi l'anno seguente al Como sempre nella stessa serie; con i lariani nel 1994 (ad epilogo della sua stagione più prolifica: 5 reti) conquista la promozione in Serie B, categoria nella quale gioca un anno ancora a Como. Tra il 1995 ed il 2000 gioca sempre in Serie B, prima per tre anni nella Lucchese e poi per due nel Cesena.
Nel 2000 fa ritorno al Como ed al primo tentativo ottiene la sua seconda promozione dalla Serie C1 alla Serie B in maglia comasca; nella successiva stagione cadetta viene ceduto durante il mercato invernale alla Canzese.
Chiuderà la carriera tra i dilettanti con le maglie di Renate, dove ha svolto anche il ruolo di allenatore, Carugo e Pontelambrese.
Terminata la sua carriera calcistica, viene subito ingaggiato come allenatore della neopromossa squadra femminile del Como 2000, dove rimane fino al giugno 2014.
Nel novembre 2014 viene ingaggiato come tecnico dal Maslianico 1902 , società di Promozione lombarda.
Nel luglio 2015 assume la guida della Pontelambrese, squadra di Prima Categoria lombarda.

## Palmarès

### Club

#### Competizioni nazionali
- Serie B: 1

Como: 2001-2002
- Serie D: 1

Canzese: 2004-2005

#### Competizioni provinciali
- Terza categoria: 1 campionato

Pontelambrese:2009-2010
- Terza categoria: 1 coppa Lombardia

Pontelambrese:2009–2010